# Bunuri mobile din domeniul știință și tehnică clasate în patrimoniul cultural național al României aflate în județul Prahova
Acestă listă conține bunurile mobile din domeniul știință și tehnică clasate în Patrimoniul cultural național al României aflate la momentul clasării în județul Prahova.

## Tezaur
| Foto | Informații generale                                                                          | Detalii tehnice | Descriere | Deținător                                                 | Legături |
| ---- | -------------------------------------------------------------------------------------------- | --- | --- | --------------------------------------------------------- | -------- |
|      | Ceas de trăsură Autor: Philipp Jacob Bickelman                                               | Datare: a doua jumătate a sec. al XVIII-lea Descoperit: București Dimensiuni: D = 90 mm Material: piele, alamă, fier, prelucrări mecanice și manuale, traforare, gravare, aurire                                                                                            | Carcasă dublă din metal comun și piele; mecanism cu fus și lanț; eșapament cu vergea; sistem de sonorizare cu ciocănel și clopoțel, montat pe capacul carcasei fixe; întoarcere manuală, cu cheia; coq traforat; pe placa mecanismului: numele autorului, localitatea și seria „Philipp Jacob Bickelman/1652/ fecit/ Linz” (făcut de Philipp Jacob Bickelman din Linz); lipsă cadran. | Muzeul Ceasului „Nicolae Simache”, Ploiești               | Cimec    |
|      | Ceas de masă                                                                                 | Datare: primul sfert al secolului al XIX-lea Descoperit: jud. PRAHOVA, Ploiești Dimensiuni: I = 47 cm; LĂ = 30 cm; A = 14 cm Material: lemn, alamă, bronz, oțel, email, prelucrări mecanice, argintare, aurire                                                              | Ceas susținut de două colonete metalice având în terminație câte o figură personificând tema ”Amor învinge timpul”; pe coloane, decor vegetal stilizat aplicat în spirală; baza ovală, din lemn, decorată cu motive vegetale și florale stilizate (acant, laur și rozete), încadrând simetric o liră; deasupra carcasei, un vultur cu aripile desfăcute; carcasă de formă cilindrică, cu decor floral aplicat; cadran emailat alb, cu cifre romane pentru ore, linii pentru minute; în partea superioară a cadranului inscripția cu numele comanditarului și orașul - Fried (rich) Schullerus in Kronstadt (Fried (rich) Schullerus în Brașov); două arătătoare; eșapament Anker (Graham); sistem de sonorizare cu repetiție al sferturilor, jumătăților și orelor întregi, cu coardă metalică și două ciocănele; pendul cu terminație florală, având în spate o placă în formă de liră; baza conține un mecanism muzical cu cilindru, inscripționat RZEBITSCHUER in PRAG (numele producătorului). | Muzeul Ceasului „Nicolae Simache”, Ploiești               | Cimec    |
|      | Ceas                                                                                         | Datare: a doua jumătate a secolului al XIX-lea Descoperit: București Dimensiuni: I = 78 cm; LĂ = 50 cm; A = 15 cm Material: lemn, alamă, bronz aurit, oțel, email, prelucrări mecanice și manuale                                                                           | Carcasă din lemn sculptat, cu motiv mitologic în frontispiciu (zeul Bachus); marginal, fructe și ciorchine de strugure; cadran din bronz aurit, cu cifre romane în cartușe emailate; mecanism cu eșapament Anker; sistem de sonorizare al jumătăților de oră și al orelor întregi. | Muzeul Ceasului „Nicolae Simache”, Ploiești               | Cimec    |
|      | Ceas Autor: Aloisius Römy                                                                    | Datare: a doua jumătate a secolului al XVIII-lea Școală: Atelier sibian Descoperit: București Dimensiuni: I = 50 cm; LĂ = 29 cm; A = 15 cm Material: lemn, alamă, bronz, email, sticlă, prelucrări mecanice și manuale                                                      | Carcasă paralelipipedică din lemn și sticlă, cu cupolă în retragere, având ornamente marginale din benzi alveolate; patru piciorușe de susținere din bronz; prezintă două uși de acces spre cadran și mecanism; cadranul este emailat în alb și este montat pe o placă din alamă arcuită semicircular în partea superioară, cu decorații traforate din bronz; cifre arabe pentru ore și minute (din 15 în 15); turul orar este dublat de calendarul zilelor din lună, înscrise din 2 în 2 cu cifre arabe; două indicatoare; deasupra cadranului, medalion cu numele orologierului și orașului, Aloisius/Römy/Hermanstadt (Aloisius Römy în Sibiu), flancat de două minicadrane pentru dispozitivele soneriei (repetiție și oprire); eșapament cu vergea, pendul aparent vizibil printr-o fantă; sistem de sonorizare pentru sferturi, jumătăți și ore întregi cu clopoței și ciocănele. | Muzeul Ceasului „Nicolae Simache”, Ploiești               | Cimec    |
|      | Ceas                                                                                         | Datare: a doua jumătate a secolului al XIX-lea Descoperit: București Dimensiuni: I = 81 cm; LĂ = 58 cm; A = 15 cm Material: lemn, alamă, marmură, oțel, email, prelucrări mecanice și manuale                                                                               | Carcasă din lemn, cu marginile ondulate; în partea superioară, cadran din marmură albă, cu cifre romane, dispuse în cartușe emailate; eșapament Anker, tip Brocot; sistem de sonorizare al jumătăților și orelor întregi; central, două termometre, în sisteme Reaumur și Fahrenheit; în partea inferioară, trei cadrane pentru datele zilelor din lună, lunile anului și zilele săptămânii, cu abrevieri în limba franceză - IAN, FEV, MAR, AVR, MAI, JUI, AOU,SEP, OCT, NOV, DEC; și LUN, MAR, MER, JEU, VEN, SAM, DIM. | Muzeul Ceasului „Nicolae Simache”, Ploiești               | Cimec    |
|      | Cadran solar Autor: Butterfield                                                              | Datare: sfârșitul sec. al XVII-lea - începutul sec. Al XVIII-lea Descoperit: Ploiești Dimensiuni: I = 6 cm; LĂ = 5 cm; GR = 0,5 cm Material: argint, sticlă, piele, catifea, turnare, gravare, prelucrări mecanice și manuale                                               | Cadran solar orizontal, din argint, de formă octogonală, cu busolă; gnomon mobil rabatabil, decorat cu o pasăre; linii orare pentru intervalele IIII-XII-VIII, înscrise o dată în caractere romane și de alte trei ori în caractere arabe. Gradațiile orare sunt delimitate de intervalul latitudinilor 48°-52°, semnificând spațiul în care poate fi utilzat. În partea opusă gnomonului se află o busolă cu precizarea punctelor cardinale în limba franceză: SUD-NORD-EST-OVEST; între busolă și gnomon prezintă un medalion circular cu imaginea unui castel medieval; pe revers, delimitate de un motiv decorative sub formă de consolă, sunt gravate numele a 19 orașe din Europa Centrală și de Vest, cu latitudinile corespunzătoare: 48-51 / Paris/ 45-46 / Lyon / Calais 51-00 / Londres 51-32 / Orleans 47-54 / Grenoble 45-11 / St Malo 48-35 / Vienne 48-22 / Turin 44-09 / Larochette 46-11 m / 41-54 / Rome / 44-27 / Genes / Toulon 43-07 / Brest 48-23 / Nantes 47-13 /Rennes 47-58 / Bordeaux 44-50 / Venize 45-33 / Basle 47-31; sub inscripții numele autorului și orașul: BVTTERFIELD / A PARIS; cadranul este protejat de o cutie din piele neagră, căptușită în catifea violetă, purtând monograma I.D. | Muzeul Ceasului „Nicolae Simache”, Ploiești               | Cimec    |
|      | Ceas de buzunar cu simboluri masonice Autor: Tempor Watch Co sub patent G. Schwab & Loeillet | Datare: începutul secolului al XX-lea Școală: Atelier elvețian Descoperit: București Dimensiuni: I = 5,8 cm; LĂ = 5,4 cm; GR = 0,8 cm; G (carcasă) = 54,03 g; TL = 925 Material: argint, metal comun, sidef, prelucrări mecanice, ștanțare                                  | Carcasa de formă triunghiulară, din argint cu două capace; capacul din spate, decorat cu simboluri masonice: central Altarul și Soarele mărginite de cele două Coloane ale Templului lui Solomon, conținând inițialele ”B” și ”J”, dedesubt Mozaicul; deasupra litera ”G” și ”Ochiul Atotvăzător”; în partea stângă a Templului, frunze de acacia, carte și spadă; în partea dreaptă frunze de acacia, ciocan, mistrie și echer; pe muchia din stânga, două spade încrucișate, ciocan, mistrie, echer și compas; pe muchia din dreapta templu, Soare și porumbel; pe bază, două triunghiuri și trei stele; pe interiorul capacului mediu, ștanțe pentru argint, și seria-2051; cadran din sidef cu însemne masonice în locul cifrelor: triunghiul, firul de plumb, luna, coloane ale Templului lui Solomon, ciocanul, rigla și compasul, capul de mort, piatra cubică, echerul, soarele și mistria; sub arătătoare inscripția: LOVE YOUR FELLLOW MANN/ LEND HIM A HELPIND HAND (Iubește-ți aproapele, ajutându-l la nevoie); pe placa de susținere a mecanismului inscripțiile: G. Schwab-Loeillet/Geneve(Suisse); U.S.A./PATENT/66542/ENGLISH/PATENT 713821/SUISSE/PATENT 36889; mecanism cu eșapament Anker, 15 rubine, întoarcere la opt zile, pod inscripționat cu denumirea mărcii: Tempor W Co Swiss, întoarcere manuală cu remontor. | Muzeul Ceasului „Nicolae Simache”, Ploiești               | Cimec    |
|      | Ceas Autor: Aloisius Römy                                                                    | Datare: a doua jumătate a secolului al XVIII-lea Școală: Atelier sibian Dimensiuni: D = 6,3 cm Material: argint, metal comun, email, prelucrări manuale și mecanice, traforare                                                                                              | Carcasa din argint cu două capace; cadran emailat alb cu cifre arabe pentru ore și minute (din 15 în 15); calendar pentru zilele din lună, marcate din 2 în 2 cu cifre arabe; două indicatoare; mecanism cu fus și lanț; eșapament cu vergea; coq traforat; piesa este inscreipționată pe placa mecanismului. | Muzeul Ceasului „Nicolae Simache”, Ploiești               | Cimec    |
|      | Instrument de măsurat timpul cu combustie                                                    | Datare: secolul al XVIII-lea Școală: Atelier german Descoperit: Ploiești Dimensiuni: D = 13 cm; I = 34 cm. Material: cositor, sticlă, material textil, prelucrări mecanice.                                                                                                 | Piesa prezintă suport din cositor, cu baza circulară, marcat cu patru ștanțe, un rezervor din sticlă pentru ulei; garnitură cu scală gradată de la VI la XII și de la I la VII; la bază un recipient cu fitil din material textil. | Muzeul Ceasului „Nicolae Simache”, Ploiești               | Cimec    |
|      | Cadran solar Autor: And(reas) Vogler                                                         | Datare: sfârșitul secolului al XVIII-lea Școală: Atelier german Descoperit: București Dimensiuni: D = 5 cm; GR = 0,7 cm. Material: alamă, sticlă, gravare, prelucrări manuale și mecanice.                                                                                  | Suport octogonal, prevăzut cu un cadran circular, reglabil, gradat, cu cifre romane: III-XII-IX și o scală mobilă, gradată 02-08, pentru fixarea latitudinilor; pe cadranul circular este atașată o bară mediană cu un gnomon mobil în formă de ac; central, se află o busolă cu punctele cardinale înscrise în forma: OR-OC-MER-S(EP). Suportul este decorat marginal cu motive florale, vegetale și geometrice, stilizate. Verso: pe capacul de protecție al busolei se află inscripții conținând latitudinile a trei orașe și numele autorului (vezi textul). | Muzeul Ceasului „Nicolae Simache”, Ploiești               | Cimec    |
|      | Jacquemarts                                                                                  | Datare: sfârșitul secolului al XVIII-lea Școală: Robert & Courvorsier Descoperit: jud. București Dimensiuni: D=45 cm; G(carcasă)=30,79 g; C=18 K Material: aur, metal comun, email, batere, prelucrări manuale și mecanice, gravare, emailare                               | Ceas cu carcasă din aur, cu două capace; un capac din aur, decorat cu motive vegetale stilizate și unul din metal comun; cadran emailat cu cifre arabe pentru ore, linii pentru minute și două indicatoare; deasupra cifrei 6 inițialele orologierilor R. &. C; marginal pe fond emailat albastru-cobalt, două figurine tip Jacquemarts; mecanism cu armare manuală; eșapament cu vergea; sistem de repetiție a sferturilor, jumătăților și orelor întregi; pe capacul de protecție al mecanismului și pe mecanism inscripția Robert / Courvorsier; seria 86285. | Muzeul Ceasului „Nicolae Simache”, Ploiești               | Cimec    |
|      | Ceas de buzunar cu simboluri masonice                                                        | Datare: primul sfert al secolului al XIX-lea Școală: Le Roy (Charles Basile) Descoperit: jud. București Dimensiuni: D=48 cm; G(carcasă)=27,83 g; C=14 K Material: aur, email, oțel, alamă, batere, prelucrări mecanice, emailare, gravare, ajurare                          | Ceas cu carcasă cu două capace; capacul din spate din aur și email policrom este decorat central cu un medalion conținând simboluri masonice: glob pământesc, carte deschisă, riglă și roată, marginal ghirlandă cu motive florale și vegetale în email policrom; în interior sunt înscrise seriile: 4595/1125; pe capacul mediu, din metal comun și pe mecanism apar aceleași serii și inscripții: LE ROY À PARIS; cadran emailat cu cifre turcești pentru ore și linii pentru minute; eșapament cu vergea; coq traforat; comandă turcească. | Muzeul Ceasului „Nicolae Simache”, Ploiești               | Cimec    |
|      | Cartel Autor: Vincenti Et Cie                                                                | Datare: a doua jumătate al secolului al XIX-lea Descoperit: jud. București Dimensiuni: Î=122 cm; l=60 cm; A=14 cm Material: bronz, oțel alamă, email, turnare, aurire, prelucrări mecanice, emailare                                                                        | Ceas cu carcasă din bronz parțial aurit reprezentată de o compoziție mitologică - Zeul Cronos cu fiii săi, în terminație placă delimitată de coloane canelate și ghirlande din frunze de stejar și laur; cadran din bronz cu cifre romane pentru ore în cartușe emailate; două indicatoare; decorație de factură barocă: mascheroni, vase tip Medicis, ove, frunze și vrejuri de acant; eșapament cu ancoră; sistem de sonorizare a orelor și jumătăților cu clopoțel; pe placa mecanismului inscripția: „Medaille d'Argent/1855/ Paris/ Vincenti Et Cie” (Medalia de argint/1855/ Paris/ Vincenti Et Cie). Ceasul a aparținut lui Cezar Bolliac. | Muzeul Ceasului „Nicolae Simache”, Ploiești               | Cimec    |
|      | Ceas Autor: Sehrant, Mathias                                                                 | Datare: mijlocul secolului al XVIII-lea Descoperit: jud. București Dimensiuni: Î=41 cm; l=21,2 cm; A=13 cm Material: lemn, cristal, bronz, aramă, oțel, mătase, prelucrări mecanice, aurire, gravare, lăcuire                                                               | Ceas cu carcasă paralelipipedică din lemn și cristal, cu două uși de acces la cadran și mecanism, susținută pe patru piciorușe sferice; pe carcasă garnituri aplicate din bronz aurit; deasupra, cupolă în trepte având în terminație un personaj mitologic - Mercur; cadran metalic inelar, montat pe o placă din alamă aurită, cu cifre romane pentru ore și două minicadrane pentru dispozitivele soneriei (repetiție și oprire); mecanism cu fus, tobă, con și lanț; eșapament cu vergea, pendul aparent, vizibil printr-o fantă din interiorul cadranului; sistem de sonorizare al jumătăților și orelor cu clopoțel. Mecanism în funcțiune. | Muzeul Ceasului „Nicolae Simache”, Ploiești               | Cimec    |
|      | Ceas de buzunar                                                                              | Datare: a doua jumătate a secolului al XVIII-lea Școală: Daniel de St. Leu Descoperit: jud. București Dimensiuni: D=70 mm; G carcasă=31,83 cm; C=18 K Material: aur, baga, oțel, alamă, email, batere, prelucrări manuale, ajurare, gravare, emailare                       | Piesa prezintă o carcasă dublă, detașabilă și fixă; prima, realizată din baga și aur are marginea ondulată ornamentată cu patru medalioane ajurate, cu benzi din vrejuri stilizate; a doua carcasă, din aur gravat și ajurat prezintă central un medalion floral iar pe margine un decor identic celui de pe prima carcasă; cadran emailat, cu cifre turcești pentru ore și minute, inscripționat cu numele orologierului și două indicatoare; mecanism cu tobă, fus și lanț, eșapament cu vergea; regulator Tompion, sistem de repetiție pentru sferturi, jumătăți și ore întregi cu clopoțel; coq traforat; pe capacul și pe placa mecanismului inscripțiile: „5350/ Dan St Leu /Watch. Maker/ to her Majesty/London” - Dan(Daniel) de St. Leu, Orologierul Majestății Sale, Londra; comandă turcească. | Muzeul Ceasului „Nicolae Simache”, Ploiești               | Cimec    |
|      | Ceas                                                                                         | Datare: modelul este lansat prima dată de firma producătoare în 1931 Școală: Le Coultre Co Descoperit: jud. București Dimensiuni: L=38 mm; LA=22 mm; C=14 K; A=8 mm; G(carcasă)=12 g Material: aur, oțel, alamă, sticlă, email, rubine, piele, prelucrări mecanice, gravare | Ceas cu carcasă dreptunghiulară, din oțel și aur, reversibilă cu inscripții referitoare la numele și adresa firmei de distribuție, date tehnice, numele primului proprietar și data cumpărării: BREVETE.S.G..D.G./BREV.DEP.IV.PAYS/PETENTS APPL.FOR/3651 0,585; la exterior inscripția „N.Titulescu/10.12.34”; cadran emailat negru cu cifre arabe pentru ore, secundar excentric și inscripțiile: LE COULTRE/GOLAZ FILS&STHAL/GENEVE/SWISS; două arătătoare; mecanism cu armare manuală; eșapament cu ancoră, cu inscripțiile și seria: SWISS /LE COULTRE CO/FIFTEEN 15 JEWELS/TWO 2 ADJ/ 19520; curea din piele neagră. | Muzeul Ceasului „Nicolae Simache”, Ploiești               | Cimec    |
|      | Ceas                                                                                         | Datare: a doua jumătate a secolului al XIX-lea Școală: anonim Descoperit: jud. București Dimensiuni: L=85 mm; LA=20 mm; G(brută)=45,34 g; C=18 K Material: aur, diamante, rubine, oțel, sticlă, prelucrări mecanice, gravare, emailare, încrustare                          | Ceasul este montat în partea superioară a mânerului unui lornion, pe o placă cu inscripțiile: ECHAPAMENT À CYLINDRE /HUIT TROUS RUBIS/Aiguilles/Genève; deasupra, un capac rabatabil, decorat cu o ghirlandă florală realizată din 11 diamante, pe fond din email albastru ultramarin; cadran emailat, cu cifre romane pentru ore; două indicatoare; mecanism cu eșapament cilindru. Lornionul, cu lentile din sticlă și rama de aur, este pliabil și rabatabil în mânerul decorat pe întreaga suprafață cu registre din flori și frunze ondulate. Piesa are ca accesorii o cheiță din metal comun și etui din baga, carton și piele. | Muzeul Ceasului „Nicolae Simache”, Ploiești               | Cimec    |
|      | Ceas                                                                                         | Datare: primul deceniu al secolului XX Școală: International Wach Company (IWC) Descoperit: jud. București Dimensiuni: D=50 mm; G(carcasa)=22,97 g; C=14K Material: aur, oțel, sticlă, alamă, email, rubine, batere, prelucrări mecanice, gravare, emailare                 | Ceas cu carcasă cu două capace din aur; pe capacul din spate ștanță cu inițialele firmei (I.W.C.), deviza acesteia și seria: PROBUS/SCAFUSIA/550419 (Calitate; Schaffhausen). Pe capacul de protecție al mecanismului inscripții cu numele proprietarului, data și locul achiziționării, cât și denumirea firmei și localitatea: „General Averescu Al./30 Augus1912/Wien/INTERNATIONAL WATCH Co SCHAFFHAUSEN”; cadranul emailat cu cifre arabe pentru ore și linii pentru minute prezintă inscripția: MARTIN HALBKRAM/K.U.K. HOFUHHRMACHER/WIEN” (furnizor al Curții Imperiale); secundar excentric și două indicatoare; eșapament cu ancoră; pe placa mecanismului, ștanțe cu inițialele, deviza firmei și seriile: PROBUS/I.W.C./SCAFUSIA/485339/+31457. Întoarcere manuală cu coroană remontoare. A aparținut generalului Alexandru Averescu. | Muzeul Ceasului „Nicolae Simache”, Ploiești               | Cimec    |
|      | Ceas de trăsură                                                                              | Datare: prima jumătate a secolului al XVIII-lea Școală: Karl Joseph Kopp Dimensiuni: D=97 mm; l=53 mm Material: oțel, alamă, fier, prelucrări mecanice și manuale, traforare, gravare, aurire parțială                                                                      | Ceas cu carcasă cu un capac, decorată la exterior cu un registru de palmete de acant ondulate, având atașat în interior clopoțelul soneriei; cadran metalic cu cifre romane pentru ore, disc pentru sonerie, un indicator; mecanism cu tobe, fus cu lanț, eșapament cu vergea, regulator Tompion; sistem de repetiție al sferturilor, jumătăților și orelor întregi; plăci de susținere ale mecanismului aurite; placa exterioară conține inscripția cu numele meșterului și orașul: „Carl Joseph Kopp”, „Vienn”; coq traforat. | Muzeul Ceasului „Nicolae Simache”, Ploiești               | Cimec    |
|      | Ceas de mână                                                                                 | Datare: prima jumătate a secolului al XVI-lea Școală: Iacob Acvstodia Dimensiuni: D=12,5 Cm; l=5 Cm Material: oțel, alamă, fier, prelucrări mecanice și manuale, traforare, gravare, aurire parțială                                                                        | Ceas cu carcasă cilindrică din alamă aurită, cu decor renascentist-medalioane cu mascheroni și călăreți înarmați; fața principală prezintă afisaj dublu pentru orele de zi și de noapte, cu cifre romane, în corelație cu pini pentru citirea pe timp de noapte, scala gradelor, cu cifre arabe, de la 10 la 90 repetate de 4 ori; marginal inscripții cu denumirile punctelor cardinale ORIENS (est), MERIDIAN (sud), OCCIDENS (vest), SEPTENTRIO (nord); un indicator având în terminație o floare de crin; fața secundară - astrolab, conține scala umbrelor (UMBRA VERSA - umbră verticală, UMBRA RECTA - umbră orizontală), linii orare 6-12-6, scala lunilor: IANVARIS-DECEMBER (ianuarie-decembrie), scala zodiilor (AQVARIS-CAPRICORN) (Vărsător-Capricorn) și scala gradelor similară celei de pe fața principală; central, aledadă cu două brațe pentru poziționarea aștrilor pe bolta cerească; sub scala umbrelor inscripția: HOC OPVS EXCUDEBAT BLESIS/ IACOBVS ACVSTODIA / .A.. D./ 1544 (Această piesă a realizat-o la Blois/ Iacob Acustodia / Anul Domnului/1544); mecanism incomplet; eșapament cu vergea. | Muzeul Ceasului „Nicolae Simache”, Ploiești               | Cimec    |
|      | Pompă Autor: Gardner-Denver                                                                  | Datare: 1925 Școală: GARDNER - DENVER Descoperit: jud. Prahova, Boldești, Schela Dimensiuni: L=190 cm, l=60 cm, Î=90 cm, G=800 kg Material: oțel, fier, fontă; turnare, așchiere, matrițare                                                                                 | Utilaj de circulație folosit în foraj alcătuit în principal din două parți: corp de abur și corp de lichid, ambele montate pe o sanie metalică. Corpul de aburi este format din doi cilindri așezați în poziție orizontală, cu două pistoane cu dublu efect. | Muzeul Național al Petrolului, Ploiești                   | Cimec    |
|      | Instalație de extracție Autor: SOCIETE ANONIME BERNERD-MOTEURS, GIBBONS and ROBBINSONS       | Datare: 1920 Școală: STE BERNERD-MOTEURS, GIBBONS and ROBBINSONS Descoperit: jud. Bacău, Moinești, Schela Dimensiuni: L=270 cm, l=125 cm, Î=200 cm, G=1000 kg Material: oțel, fier, fontă; turnare, așchiere, matrițare, nituire                                            | Instalație mobilă pentru intervenții și lăcărit la sonde în extracție. Se compune dintr-un motor cu ardere internă care acționează cablul de lăcărit sau instrumentație, o tobă și sistemul de frânare. Transmisia se realiza printr-un sistem de roți dințate efectuând operația de lăcărit sau instrumentație. Întreg agregatul era montat pe un cărucior metalic tractat. Marcă/semnătură: SOCIETE ANONIME BERNERD-MOTEURS, GIBBONS and ROBBINSONS, STEAUA ROMÂNIA. | Muzeul Național al Petrolului, Ploiești                   | Cimec    |
|      | Alianta Autor: Peiner Maschinenbau Akt. - Ges                                                | Datare: 1914 Școală: PEINER MASCHINENBAU AKT.-GES Descoperit: jud. Prahova, Câmpina, Schela Dimensiuni: L=275 cm, l=300 cm, Î=172 cm, G=7000 kg Material: oțel, fier, fontă; turnare, așchiere, nituire                                                                     | Dispozitiv de manevră ce a servit în forajul Alianta pentru manevrarea garniturii de foraj. Sistemul Alianta a fost superior sistemului de foraj uscat fiind caracterizat prin aceea că în afară de bataia sapei se realiza și spălarea conținutului cu fluid de foraj, prin orificiile sapei, a fundului găurii de sondă. Granicul este alcătuit dintr-o sanie pe care sunt sudați patru pereți metalici protectori pe care se sprijină trei axe: axul de antrenare, axul tobei și un ax intermediar. Axele sunt prevăzute cu roți dințate, frâne și șaibă cuplată prin curea de transmisie cu generatorul de energie. | Muzeul Național al Petrolului, Ploiești                   | Cimec    |
|      | Pompă Autor: Peiner Maschinenbau Akt. - Ges                                                  | Datare: 1925 Școală: PEINER MASCHINENBAU AKT.-GES Descoperit: jud. Dâmbovița, Gura Ocniței, Schela Dimensiuni: L=110 cm, l=70 cm, Î=1452 cm, G=1000 kg Material: oțel, fier, fontă; turnare, așchiere, matrițare                                                            | Pompă cu abur folosită în sistemul de foraj Alianta pentru circulația noroiului și antrenarea detritusului rezultat din timpul săpării găurii de sondă. Este compusă din doi cilindri verticali și o parte mecanică ce asigură mișcarea pistoanelor cu ajutorul unei șaibe și a unei roți dințate. | Muzeul Național al Petrolului, Ploiești                   | Cimec    |
|      | Mașină cu aburi Autor: Oil Well                                                              | Datare: 1925 Școală: OIL WELL Descoperit: jud. Prahova, Băicoi, Schela Dimensiuni: L=214 cm, l=180 cm, Î=80 cm, G=4000 kg Material: oțel, fier, fontă; turnare, așchiere, matrițare                                                                                         | Motor termic folosit în forajul rotativ pentru acționarea troliului de foraj. Este prevăzut cu doi cilindri paraleli. | Muzeul Național al Petrolului, Ploiești                   | Cimec    |
|      | Automobil Autor: IDEAL                                                                       | Datare: 1925 Școală: IDEAL Descoperit: jud. Bacău, com. Moinești, Schela Dimensiuni: L=240 cm, l=63 cm, D fus=8 cm, G=900 kg Material: oțel, fier, fontă; turnare, așchiere, matrițare                                                                                      | Utilaj ce asigură circulația noroiului la talpa sondei și permite în același timp rotirea prăjinilor în timpul săpării găurii de sondă. Capul hidraulic este compus dintr-un corp masiv de oțel prevăzut la partea superioară cu o toartă de oțel, prin intermediul căreia se face legătura la cârligul macaralei, iar în partea de jos fusul corpului se înșurubează la prăjina pătrată. | Muzeul Național al Petrolului, Ploiești                   | Cimec    |
|      | Lemoine Autor: STE AME LEMOINE SONDAGES-FONCATAGES and ATELIERS LIEGE (BELGIQUE)             | Datare: 1924 Școală: STE AME LEMOINE SONDAGES-FONCATAGES and ATELIERS LIEGE (BELGIQUE) Descoperit: jud. Prahova, IRM Dimensiuni: L=256 cm, l=225 cm, Î=168 cm, G=3000 kg Material: oțel, fier, fontă; turnare, așchiere, nituire                                            | Troliu folosit în forajul rotativ pentru punerea în lucru a mesei rotative și manevrarea garniturii de foraj. Montat pe o sanie metalică, troliul are trei axe: axul de antrenare, axul intermediar și axul tobei. Era pus în mișcare de o mașină cu abur, prin intermediul unei curele de transmisie, iar transmisia la masa rotativă se făcea printr-un lanț. Marcă/Semnătură: STE AME LEMOINE SONDAGES-FONCATAGES and ATELIERS LIEGE (BELGIQUE). | Muzeul Național al Petrolului, Ploiești                   | Cimec    |
|      | Pompă Autor: Gardner-Denver                                                                  | Datare: 1925 Școală: Gardner-Denver Descoperit: jud. Prahova, Băicoi, Schela Dimensiuni: L=230 cm, l=130 cm, Î=130 cm, G=2000 kg Material: oțel, fier, fontă; turnare, așchiere, matrițare                                                                                  | Pompă de abur cu doi cilindri, folosită în circulația noroiului de foraj în procesul de săpare, pentru îndepărtarea detritusului. Pistonul mașinii cu abur acționează pistonul pompei de noroi. Corpul de lichid al pompei și corpul de abur sunt montate pe o sanie metalică. | Muzeul Național al Petrolului, Ploiești                   | Cimec    |
|      | Pian Autor: Blithner, lulius                                                                 | Datare: 1/4 sec. XX Școală: Atelier Leipzig, Germania Material: lemn; stucat; aurit; bronz; turnat; cizelat; vopsit; lăcuit; oțel; trefilat; călit; fildeș; abanos; material textil,                                                                                        | Pianul cu coadă verticală este un pian de dimensiuni reduse, care are coardele și placa din bronz dispuse vertical, căpătând astfel și valențe estetice deosebite. Piesa a fost executată la comanda speciala a regelui Carol I, care este menționat în inscripția de pe pian. Atât coardele cât și placa din bronz sunt descoperite (nu au cutie de rezonanță din lemn). Nișa din lemn construită special pentru amplasarea pianului în sala mare de concerte, are rol de cutie de rezonanță. Piesa are valoare estetică deosebită, deoarece părțile componente din lemn sunt aurite integral, iar sigla fabricii este din metal, aplicată frontal, deasupra claviaturii. Este inscripționat cu palmaresul premiilor obținute de acest tip de instrument muzical, începând cu anul 1865 și până în anul 1900, când a obținut medalia de aur la Expoziția universală de la Paris. | Muzeul Național Peleș, Sinaia                             | Cimec    |
|      | Orchestron                                                                                   | Datare: 1890 Școală: Atelier Welte and Sohne (Freiburg, Germania) Material: lemn; alamă; zinc; piele; mătase | Piesă de formă aproximativ triunghiulară, cu șase picioare galbate, centură festonată, capac format din placă articulată. Claviatură în două registre, cu pictură florală, aurită la porțiunile laterale. Cele șase panouri ale corpului sunt pictate în ulei pe lemn, cu scene marine, policrome, în maniera lui Joseph Vernet. Mișcarea, consistenta formelor, bogăția tonurilor, subtilitatea griurilor, conferă piesei frumusețe și valoare. Orchestrionul este o cutie muzicală de mari dimensiuni, asemănătoare unei orgi cu tambur, care imită instrumentele muzicale ale unei orchestre, pentru a reproduce muzică. Orchestrionul Welte, de mari dimensiuni, din castelul Peleș corespunde modalului nr. 7 din catalogul „Welte Cottage and Concert Orchestrions” al firmei M. Welte and Sohne din Freiburg și datează din anul 1890. El are 280 de tuburi, fiind cel mai mare instrument care mai există din seria modelelor de la Nr. 1 la Nr. 10 și care se mai află în lăcașul pentru care a fost comandat. Orchestrionul are un număr mare de instrumente de suflat din alamă, cu muștiucuri, astfel încât el poate înlocui întregul grup de instrumente de suflat al unei orchestre; viorile, violoncelele și instrumentele de suflat din lemn sunt substituite de tuburile orgii, iar toba mare, toba mică, toba chinezească și trianglul sunt folosite ele însele. Orchestrionul este acționat automat prin intermediul rulourilor din hârtie perforată care reproduc, în primul rând, muzica de operă. Mecanismul de citire a rulourilor este acționat vacuumatic. Supapele pneumatice, releele și burdufurile înlocuiesc degetele organistului. Ținând cont de modul de construcție și de data înscrisă pe suflantă, instrumentul a fost instalat la Peleș în anul 1890. Orchestrionul Welte este format din cutia-dulap decorativă și instrumentul propriu-zis: a. Cutia decorativa este reprezentată printr-o mobilă-dulap, model arhitectonic, din lemn de nuc, ușor sculptat, traforat, strunjit, în trei registre cu o ușă mare rabatabilă în jos la partea inferioară. Pe centrul registrelor superioare, sus, o ușă panou detașabilă, iar jos o ușă cu geam glisantă; în zona mecanismului cu rulouri; acestea sunt flancate de câte două uși prinse în balamale și decorate cu motive trafor aplicate pe fondul îmbrăcat în mătase naturală bej, plisată. b. Instrumentul principal constă dintr-un sistem de două pompe cu burduf, două incinte cu aer sub presiune pentru tuburile orgii, două incinte de vid pentru transformarea informațiilor de pe rulourile perforate în semnale de comandă pentru redarea tonurilor și registrelor muzicale, atât pentru orgă cât și pentru celelalte instrumente aferente, precum și dispozitivele mecanice de citire a rulourilor cu hârtie perforată și pentru acționarea pompelor. Principiul de funcționare este cel vacuumatic (pneumatic). Se poate face o descriere pe trei nivele distincte, începând de jos in sus si anume: Nivelul 1 considerat la partea inferioară a cutiei se constituie din următoarele piese principale: - suflantă pentru aer comprimat, cu trei burdufuri active și unul de stocare plasat in partea inferioară (pentru orgă), confecționate din piele de miel; - pompă de absorbție (vacuum), cu burdufuri active (trei mari și trei mici) și un burduf de stocare, plasat în partea superioară, confecționate din piele de miel; - mecanism de acționare a pompelor: doi arbori cotiți, roți de transmisie situate posterior și tije de transmisie situate anterior. Nivelul 2 considerat la partea mediană a cutiei, se compune din următoarele mecanisme principale: - mecanism de acționare a rulourilor muzicale, cu cadru din metal turnat, cuplaj de acționare, tambur din lemn pentru urmărirea ruloului, dispozitiv de rulare la preluarea de pe tambur; - motor pneumatic pentru înfășurarea rulourilor muzicale; - motor electric „Constructeurs A Lequoc and Cie”; - tobă mică cu percutor pneumatic; - trianglu cu percutor pneumatic; - incinte pentru vacuum, pentru acționarea automată a orgii și a instrumentelor adiționale; - incinte pentru aer comprimat, pentru tuburile orgii. Nivelul 3 considerat la partea superioara a cutiei, este reprezentat de: - 280 tuburi pentru orgă, numerotate de la 1 la 280; - 27 clarinete cu muștucul situat în partea superioară, numerotate de la 1 la 27; - 37 trompete și tromboane, cu muștucul plasat superior, numerotate de la 1 la 37; - toba mare și toba chinezească, cu percutor pneumatic; - clapetă bombată pentru modificarea automată de volum. | Muzeul Național Peleș, Sinaia                             | Cimec    |
|      | Clavecin Autor: Taskin, Pascal                                                               | Datare: 1771 Material: lemn de tei; lemn de fag grunduit; pictat; aurit; oțel trefilat; călit; fildeș; abanos | Piesă de formă aproximativ triunghiulară, cu șase picioare galbate, centură festonată, capac format din placă articulată. Claviatură în două registre, cu pictură florală, aurită la porțiunile laterale. Cele șase panouri ale corpului sunt pictate în ulei pe lemn, cu scene marine, policrome, în maniera lui Joseph Vernet. Mișcarea, consistența formelor, bogăția tonurilor, subtilitatea griurilor, conferă piesei frumusețe și valoare. Instrumentul, realizat în întregime de Pascal Taskin, are mecanismul original (corzile, șuruburile, placa) și de asemenea partea mecanică și claviatura. Din punct de vedere muzical, este un instrument reprezentativ pentru clavecinele franțuzești din secolul al XVIII-lea. Leo Bachelin în monografia „Le chateau royal de Sinaia”, Paris, iunie 1893, pag. 58 specifică prezența clavecinului în colecția castelullui Peleș și confirmă provenineța: castelul Montreuil, proprietate a principesei Elisabeth a Franței, sora lui Louis XVI. Semnat pe porțiuni din lemn sub claviatură. Inscripția montată deasupra claviaturii indică cîteva date false „Anderias Rurkers Anverpiae, 1621”. În interiorul panourilor apare semnătura lui Pascal Taskin, 1771, date și iscălituri ale meșterilor restauratori. Piesa este consemnată ca fiind originală Ruckers în catologul „Ruckers - A harpsichord and virginal building tradition”, Grand O'Brien, University of Edinburgh, 1998. Corzi rupte, numeroase fisuri ale cutiei de rezonanță. Uzura decorației este vizibilă, se remarcă porțiuni cu auritura ștearsă, mai ales la borduri, fragmente dislocate din componentele carcasei. | Muzeul Național Peleș, Sinaia                             | Cimec    |
|      | Locomotivă cu aburi                                                                          | Datare: Pusă în serviciu în 1932 Școală: Uzinele și Domeniile Regale din Reșița Descoperit: jud. Prahova, Ploiești, Depoul C.F.R. | Locomotivă cu abur care face parte dintr-o serie de locomotive renumită în remorcarea trenurilor de călători și coletărie rapidă pe linii principale și secundare. Mai târziu, către apusul tracțiunii cu abur va da rezultate bune și la serviciul de manevră în triaje. | Compania Națională de Căi Ferate „C.F.R.” S.A., București | Cimec    |
|      | Locomotivă cu aburi                                                                          | Datare: Pusă în serviciu în 1960 Școală: U.C.M. Reșița Descoperit: jud. Prahova, Ploiești, Depoul C.F.R. | Este ultima locomotivă din ultima serie de locomotive cu abur din România. A fost folosită la remorcarea trenurilor de călători și marfă, pe liniile grele. | Compania Națională de Căi Ferate „C.F.R.” S.A., București | Cimec    |
|      | Locomotivă cu aburi                                                                          | Datare: Pusă în funcțiune în 1931 Școală: Uzinele și Domeniile Regale din Reșița Descoperit: jud. Prahova, Ploiești, Depoul C.F.R. | Una dintre cele mai bune locomotive aflate în dotarea C.F.R., folosită preponderent la remorcarea trenurilor de marfă și la manevră grea în triaje, dar și la remorcarea trenurilor de călători pe linii secundare. | Compania Națională de Căi Ferate „C.F.R.” S.A., București | Cimec    |
|      | Locomotivă cu aburi                                                                          | Datare: Pusă în funcțiune în 1956 Școală: Uzinele Constructoare de Mașini din Reșița Descoperit: jud. Prahova, Ploiești, Depoul C.F.R. | Locomotivă cu tender cu cinci osii cuplare, din care osia trei este osie motoare. În fața cilindrilor, sub traversa frontală se află și o osie alergătoare sistem Bissel. La locomotivă se află cuplat un tender ce are capacitatea bazinului de apă de 26 metri cubi. Capacitatea cutiei de cărbuni este de 8 tone, iar a rezervorului de păcură, 6 metri cubi. Tenderul se află montat pe două boghiuri a câte două osii. Atât locomotiva cât și tenderul au sistem de frână Knorr. Pe locomotivă, pe partea dreaptă este montată o pompă de aer tip „Duplex”, iar pe partea stângă o pompă de aer de tip "P". | Compania Națională de Căi Ferate „C.F.R.” S.A., București | Cimec    |
|      | Locomotivă cu aburi                                                                          | Datare: Pusă în funcțiune în 1949 Școală: Uzinele Constructoare de Mașini din Reșița Descoperit: jud. Prahova, Ploiești, Depoul C.F.R. | Locomotivă cu abur care face parte din ultima serie de locomotive cu abur construite în România, folosită la remorcarea trenurilor de marfă și călători pe linii grele de munte. | Compania Națională de Căi Ferate „C.F.R.” S.A., București | Cimec    |
|      | Locomotivă cu aburi                                                                          | Datare: Pusă în funcțiune în 1958 Școală: Uzinele Constructoare de Mașini din Reșița Descoperit: jud. Prahova, Ploiești, Depoul C.F.R. | Locomotivă cu abur care face parte din ultima serie de locomotive cu abur construite în România, folosită la remorcarea trenurilor de marfă și călători pe linii grele. | Compania Națională de Căi Ferate „C.F.R.” S.A., București | Cimec    |
|      | Locomotivă cu aburi                                                                          | Datare: Pusă în funcțiune în 1932 Școală: Uzinele "Nicolae Malaxa" Descoperit: jud. Dolj, Craiova, Depoul C.F.R. | Una dintre cele mai bune locomotive aflate în dotarea C.F.R., folosită preponderent la remorcarea trenurilor de marfă și manevră grea în triaje, dar și la remorcarea trenurilor de călători pe linii secundare. | Compania Națională de Căi Ferate „C.F.R.” S.A., București | Cimec    |
|      | Ceas Autor: Pert Bally                                                                       | Descoperit: jud. PRAHOVA, PLOIEȘTI Dimensiuni: Î: 45,5 cm; La: 27,5 cm; A: 27,5 cm Material: marmură; alamă; oțel; cristal; email; tăiere; șlefuire; așchiere; aurire; emailare                                                                                             | Carcasă de tip bornă din marmură, cristal și alamă; în partea superioară, cadran emailat cu cifre romane pentru ore și linii în alternanță cu cifre marcate din 5 în 5 pentru minute. La bază sunt cadrane astronomice indicând: fazele Lunii, zilele săptămânii, datele zilelor din lună, lunile calendaristice, anotimpurile, anii bisecți, solstițiile și echinocțiurile. Mecanism cu pendul, eșapament cu ancoră, vizibil, tip Brocot; sistem de sonorizare al orelor și jumătăților de oră cu clopoțel; pe placa mecanismului inscripția: Pert Bally / Á Paris / 2314. Mecanismul ceasului este în funcțiune. | Muzeul Ceasului „Nicolae Simache”, Ploiești               | Cimec    |
|      | Ceas                                                                                         | Descoperit: jud. PRAHOVA, PLOIEȘTI Dimensiuni: Î: 6,8 cm; L: 14,7 cm Material: alamă aurită; oțel; ajurare; gravare; aurire | Carcasă paralelipipedică din alamă aurită, gravată și ajurată parțial, având pe toată suprafața o decorație de tip renascentist. Cadran cu cifraj orar dublu, în cifre romane (I - XII) și arabe (13 - 24); mecanisme cu tobe, fusuri cu lanț; eșapament cu vergea; sistem de sonorizare al orelor și jumătăților de oră cu două clopoțele; coq traforat. | Muzeul Ceasului „Nicolae Simache”, Ploiești               | Cimec    |
|      | Ceas                                                                                         | Școală: Percival Mann Descoperit: jud. PRAHOVA, PLOIEȘTI Dimensiuni: Î: 58 cm; La: 34,5 cm; A: 23 cm Material: lemn; bronz aurit; alamă; oțel; cristal; mătase; debitare; turnare; gravare; aurire                                                                          | Cabinet paralelipipedic din lemn și cristal, susținut de patru piciorușe canelate, în retragere succesivă; aplicații din bronz aurit - terme și torți de susținere; cupolă arcuită cu terminație vegetală; cadran metalic, cu cifre romane pentru ore și arabe pentru minute, din 5 în 5; deasupra două minicadrane: unul pentru pornirea/oprirea mecanismului de sonorizare, celălalt pentru setarea melodiei cariollonului, care conține înregistrări cu șase melodii; între cele două minicadrane, numele orologierului și orașul: Percival Mann / Londra, inscripție repetată și pe placa mecanismului; dedesubt lunetă pentru data zilei din lună; două arătătoare traforate; mecanisme cu tobe, conuri, transmisii pe corzi metalice; eșapament cu vergea; sistem de sonorizare al sferturilor, jumătăților și orelor; carillon cu zece clopoței. | Muzeul Ceasului „Nicolae Simache”, Ploiești               | Cimec    |
|      | Ceas Autor: Mathieu Planchon                                                                 | Descoperit: jud. PRAHOVA, PLOIEȘTI Dimensiuni: Î: 94 cm; La: 49 cm; A: 18 cm Material: lemn; bronz; alamă; oțel; email; pictare; lăcuire; turnare; aurire; emailare; gravare; așchiere                                                                                      | Cabinet rectangular, evazat spre bază, formatând două ample volute, sprijinit pe patru picioare, ornamentale cu un registru de gudron; partea superioară în formă de cupolă, are la bază și în terminație vase Medicis de tip „pot a flamme”; cadranul prezintă medalioane emailate alb cu cifre romane pentru ore, arabe pentru minute și decupaj pentru fazele Lunii; dedesubt inscripția: Planchon / au Palais / Royal, repetată și pe placa mecanismului; sub cadran scenă cu bivuac policromă; părțile laterale prezintă decorație cu motive mitologice corelate cu semne zodiacale, decorație inspirată după desenele pentru tapiserii „Les mois grotesques” de Claude III Audran; întreaga decorație este realizată în tehnica „Vernis Martin”; mecanism cu seria 3924 prevăzut cu pendul; eșapament cu ancoră; sistem de sonorizare al orelor și jumătăților de oră cu gong spiralat. | Muzeul Ceasului „Nicolae Simache”, Ploiești               | Cimec    |
|      | Ceas Autor: Beker Gustav                                                                     | Datare: 1885 Descoperit: jud. PRAHOVA, PLOIEȘTI Dimensiuni: Î: 40 cm; La: 23 cm; A: 23 cm Material: bronz; alamă; oțel; turnare; ștanțare; așchiere; aurire | Carcasă din bronz cu decor neorenascentist (mascheroni, ghirlande din lauri, vase Medicis, palmete de acant); deasupra, un personaj mitologic - Zeul Cronos; întreaga piesă este susținută de patru piciorușe imitând labe de leu, care se prelungesc în partea superioară, cu capete de lei; cadran metalic, cu cifre arabe pentru ore, două arătătoare; mecanism cu pendul; eșapament cu ancoră; pe placa mecanismului sigla și inițialele mărcii: GB; seria 528964. | Muzeul Ceasului „Nicolae Simache”, Ploiești               | Cimec    |
|      | Ceas                                                                                         | Descoperit: jud. PRAHOVA, PLOIEȘTI Dimensiuni: Î: 38,5 cm; La: 19 cm; A: 15 cm Material: bronz patinat; alamă; oțel; sticlă; turnare; cizelare | Carcasă din bronz patinat încadrată de două terme feminine, decorată cu motive mitologice, geometrice și vegetale; baza rectangulară decorată cu ove și macheroni, cu patru picioare în formă de labe de leu; cadran din sticlă, cu cifre romane pentru indicarea orelor și linii pentru minute; două arătătoare traforate; eșapament cu cilindru. | Muzeul Ceasului „Nicolae Simache”, Ploiești               | Cimec    |
|      | Ceas                                                                                         | Descoperit: jud. PRAHOVA, PLOIEȘTI Dimensiuni: Î: 30 cm; La: 16,5 cm; A: 16 cm Material: bronz; alamă; oțel; sticlă; turnare; gravare | Carcasă paralelipipedică din bronz, ornamentată pe întreaga suprafață cu decorație neorenascentistă (palmete și ghirlande de acant, volute, colonete, capete de lei și medalioane cu efigii), susținută de patru piciorușe în formă de sferă aplatizată; lateral două anouri; cadran metalic, cu cifre romane pentru indicarea orelor și decor vegetal stilizat conturat cu email; două arătătoare; eșapament cu cilindru. | Muzeul Ceasului „Nicolae Simache”, Ploiești               | Cimec    |
|      | Ceas                                                                                         | Descoperit: jud. PRAHOVA, PLOIEȘTI Dimensiuni: Î: 47 cm; La: 19 cm; A: 14 cm Material: bronz; alamă; oțel; email; turnare; lăcuire; așchiere; aurire; emailare | Carcasă de tip bornă din bronz patinat verde antic cu reflexe aurii, ornamentată cu motive decorative specifice stilului Empire; fascii cu ghirlande de flori, colonete cu mascheroni, stele și torțe, vase Medicis, albine și lebede; în partea superioară, cadran emailat alb, cu cifre romane pentru ore și linii în alternanță cu cifre arabe, marcate din 5 în 5 pentru minute; două arătătoare perforate. Mecanism cu pendul, eșapament cu ancoră; sistem de sonorizare al orelor și jumătăților de oră cu clopoțel. | Muzeul Ceasului „Nicolae Simache”, Ploiești               | Cimec    |
|      | Ceas                                                                                         | Școală: Johanson Ferdinand Fahnson Descoperit: jud. PRAHOVA, PLOIEȘTI Dimensiuni: Î: 7,5 cm; La: 10,5 cm Material: alamă; bronz aurit; oțel; sticlă; turnare; gravare; aurire                                                                                               | Carcasă hexagonală cu trei piciorușe, din bronz aurit, gravat, ornamentată cu motive vegetale și florale; cadran inelar aplicat, cu cifre romane pentru ore, cu cifre arabe și linii, marcate din 5 în 5 pentru minute; indicator, mecanism cu tobă, fus cu lanț, eșapament cu vergea, vizibil prin cele șase ferestre din sticlă; sistem de sonorizare al orelor și jumătăților de oră cu clopoțel; coq traforat; în centrul cadranului este poziționat discul soneriei; pe placa mecanismului inscripția: Joh: Ferden. Jansohn / A Dantzig. | Muzeul Ceasului „Nicolae Simache”, Ploiești               | Cimec    |
|      | Ceas Autor: Ryfcen Wilda                                                                     | Descoperit: BUCUREȘTI Dimensiuni: Î: 7,5 cm; La: 10,5 cm Material: bronz aurit; alamă; oțel; sticlă; turnare; gravare | Carcasă hexagonală, cu trei piciorușe, din bronz aurit, gravat, ornamentată cu o compoziție peisagistică (coline și clădiri medievale); cadran inelar aplicat, cu cifre romane pentru ore și linii minute; un indicator traforat; mecanism cu tobă, fus cu lanț, eșapament cu vergea, vizibil prin cele șase ferestre din sticlă; sistem de sonorizare al orelor și jumătăților de oră cu clopoțel; coq traforat; pe placa mecanismului semnătura orologierului. | Muzeul Ceasului „Nicolae Simache”, Ploiești               | Cimec    |

## Fond
| Foto | Informații generale | Detalii tehnice | Descriere | Deținător                               | Legături |
| ---- | ------------------- | --- | --- | --------------------------------------- | -------- |
|      | Clește              | Datare: Aprox. 1925 Descoperit: jud. Prahova, Ploiești, ICOTS Dimensiuni: L=194 cm, G=40 kg, DG=15,4 cm Material: oțel, turnare; așchiere | Piesă de manevră folosită în foraj pentru înșurubarea și deșurubarea materialului tubular de 6 inch. Se compune dintr-o coadă de acționare și două fălci ovale articulate de coadă prin bolțuri. | Muzeul Național al Petrolului, Ploiești | Cimec    |